# Joe Morello – Collections
Joe Morello – Collections lub The Joe Morello Sextet – Collections – album nagrany przez grupę muzyków, którym liderował perkusista Joe Morello (lub wibrafonista Red Norvo) z udziałem saksofonisty Arta Peppera i gitarzysty Howarda Robertsa.
W sesji nagraniowej, która odbyła się 3 stycznia 1957 w Western Recorders w Los Angeles uczestniczyli Art Pepper, Red Norvo,
Joe Morello, Gerald (Gerry) Wiggins oraz Ben Tucker. Zarejestrowane zostały wtedy następujące utwory:
"Tenor Blooz", You're Driving Me Crazy", "Pepper Steak", "Yardbird Suite" oraz "Straight Life". Na płycie umieszczono również nagrania zrealizowane przez muzyków towarzyszących Pepperowi, lecz tym razem z udziałem gitarzysty Howarda Robertsa.
Monofoniczny LP, z tytułem Collections i nazwiskami czterech muzyków na okładce, wydany został w 1957 przez wytwórnię Intro (ILP 608).

## Muzycy
- Art Pepper – saksofon altowy i tenorowy (1, 2, 5, 7, 10)
- Red Norvo – wibrafon (1, 2, 5, 8, 9)
- Howard Roberts – gitara (3, 4, 6, 8, 9)
- Gerry Wiggins – fortepian
- Ben Tucker – kontrabas
- Joe Morello – perkusja

## Lista utworów
Strona A
| 1. | "Tenor Blooz" (Art Pepper)                                       | 5:01  |
|    |                                                                  |       |
| 2. | "You're Driving Me Crazy" (Walter Donaldson)                     | 5:08  |
|    |                                                                  |       |
| 3. | "Sweet Georgia Brown" (Ben Bernie, Maceo Pinkard, Kenneth Casey) | 2:31  |
|    |                                                                  |       |
| 4. | "Little Girl" (Francis Henry, Matt Hyde)                         | 2:51  |
|    |                                                                  |       |
| 5. | "Pepper Steak" (Art Pepper)                                      | 3:50  |
|    |                                                                  |       |
|    |                                                                  | 19:21 |
|    |                                                                  |       |
Strona B
| 6.  | "Have You Met Miss Jones" (Richard Rodgers, Lorenz Hart)                                 | 3:06  |
|     |                                                                                          |       |
| 7.  | "Yardbird Suite" (Charlie Parker)                                                        | 5:45  |
|     |                                                                                          |       |
| 8.  | "I Don't Stand a Ghost of a Chance with You" (Victor Young, Ned Washington, Bing Crosby) | 4:27  |
|     |                                                                                          |       |
| 9.  | "I've Got the World on a String" (Harold Arlen, Ted Koehler)                             | 3:13  |
|     |                                                                                          |       |
| 10. | "Straight Life" (Art Pepper)                                                             | 3:19  |
|     |                                                                                          |       |
|     |                                                                                          | 19:50 |
|     |                                                                                          |       |

## Reedycje
- Collections Reda Norvo na CD wydanym 7 stycznia 2003 przez Super Bit[2]
- Collections Joe Morella na CD wydanym przez Intro/EMI Japan w kwietniu 2011 (TOCJ 50116).
- Red Norvo, Art Pepper, Joe Morello, Gerry Wiggins Original Jazz Sound Collections na CD wydanym przez Original Jazz Sound 30 maja 2011.

## Inne wydania
- Art Pepper with Red Norvo Trio[3]) winylowy LP wydany przez Score (SLP 4031) w 1958 (spotykany jest inny tytuł tej płyty: The Art Pepper: Red Norvo Sextet[4]).
- Early Art dwupłytowy album winylowy wydany przez Blue Note (BN-LA 591-H2), zawiera m.in. nagrania Peppera z Collections.
- The Complete Art Pepper Alladin Recordings, vol.1 – The Return of Art Pepper CD wydany przez Blue Note (CDP 7 46863-2), zawiera m.in. nagrania Peppera z Collections.